# Muł globigerynowy
 Muł globigerynowy – eupelagiczny osad morski koloru białawego lub szarego, tworzy się głównie wskutek opadania na dno wapiennych resztek planktonu nie zmieszanego z osadami mechanicznymi. Muł globigerynowy występuje na średnich głębokościach morskich. Zawiera co najmniej 30% węglanu wapnia, a głównym jego składnikiem są pelagiczne wapienne, otwornice z rodzaju Globigerina.